# Embia nigrula
Embia nigrula är en insektsart som beskrevs av Ross 1981. Embia nigrula ingår i släktet Embia och familjen Embiidae. Inga underarter finns listade i Catalogue of Life.